# Amzacea
Amzacea est une commune du județ de Constanța en Roumanie.